# Златни Хипократ
Златни Хипократ је награда за научно истраживачки рад младих, се додељује за достигнућа у медицини. Додељује је, уз помоћ спонзора, часопис „Вива“ (издање куће "Политика"). 
Критеријуми за доделу награде су:
- Старост до четрдесет година
- Награда се додељује појединцу за рад из пројекта у коме лично учествује
- У обзир се не узимају ревијални/прегледни радови и радови где се наводе туђа искуства
- Форма рада треба да одговара захтевима домаћих стручних часописа

Додељена је до сада пет пута:
- 2006 - Др Бојан Станојевић (28) стажиста на ургентној кардиологији Ургентног центра КЦС.